# Atractodes aciculatus
Atractodes aciculatus är en stekelart som först beskrevs av Davis 1898.  Atractodes aciculatus ingår i släktet Atractodes och familjen brokparasitsteklar. Inga underarter finns listade.